# مايك أوكالاهان
مايك أوكالاهان، (بالإنجليزية: Mike O'Callaghan)‏. (ولد في 10 سبتمبر 1929، وتوفي في 5 مارس 2004). كان سياسيًا أميركيًا، والمحافظ 23 لولاية نيفادا في الفترة (1971 - 1979)، وكان عضوًا في الحزب الديمقراطي.

## السيرة
ولد أوكالاهان في 10 سبتمبر 1929 في لاكروس بولاية ويسكونسن، وانتقل بعدها مع أسرته للعيش في سبارتا. خدم أوكالاهان بقوات مشاة البحرية الأمريكية بين عامي 1946 و1948. وفي عام 1950 انضم إلى القوات الجوية الأمريكية. شغل أوكالاهان منصب عامل المخابرات في جزر ألوشيان. في عام 1952 فقد أوكالاهان ساقه اليسرى بعد اصابتها بقذيفة هاون أثناء الحرب الكورية. التحق أوكالاهان بجامعة ايداهو في موسكو، وبعد تخرجه حصل على البكالوريوس ودرجة الماجستير في التربية عام 1956، وأصبح معلمًا ومدرب ملاكمة في مدرسة ثانوية بولاية نيفادا.

## الحياة السياسية
بدأت حياة أوكالاهن السياسية في عام 1963، حينما عينه المحافظ 21 لولاية نيفادا غرانت سوير، رئيسًا للإدارة الجديدة لقسم الصحة والرفاه في الولاية. في عام 1964 عينه رئيس الولايات المتحدة ليندون جونسون المدير الإقليمي لمكتب التأهب لحالات الطوارئ. وفي عام 1966 شارك أوكالاهن في الانتخابات التمهيدية الديمقراطية لمنصب نائب محافظ الولاية، لكنه خسر. في عام 1970 رشح نفسه لمنصب محافظ الولاية وحقق فوزًا مفاجئًا على منافسه إدوارد فايك. حقق أوكالاهن شعبية كبيرة، وقد أُعيد انتخابه في عام 1974.

## الوفاة
توفي أوكالاهان في 5 مارس 2004، أثر نوبة قلبية عن عمر ناهز 74 عامًا، بعد انهياره في ساعات الصباح بالكنيسة الكاثوليكية سانت فاياتور في لاس فيغاس.

## طالع أيضًا
- جسر مايك أوكالاهان-بات تيلمان التذكاري